# Duncan, British Columbia
Duncan är en ort i Kanada.   Den ligger i provinsen British Columbia, i den sydvästra delen av landet, 3 600 km väster om huvudstaden Ottawa. Duncan ligger 14 meter över havet och antalet invånare är 22 199.
Terrängen runt Duncan är kuperad norrut, men söderut är den platt.Närmaste större samhälle är North Cowichan, 6,6 km norr om Duncan. 
I omgivningarna runt Duncan växer i huvudsak blandskog. Runt Duncan är det ganska glesbefolkat, med 32 invånare per kvadratkilometer.